# Джейкъб Баталон
Джейкъб Баталон (на английски: Jacob Batalon) e американски актьор, добил популярност с ролята си на Нед Лийдс в пет филма от „Kиновселената на Марвел“.

## Биография

### Ранни години
Баталон е роден на Хаваите на 9 октомври 1996 година. Родителите му са филипинци.
Прекарва училищните си години в Хонолулу, където посещава католическото училище „Деймиън Мемориъл“. След завършване на основното си образование, той постъпва в общинския колеж Kapi'olani, където изучава теория на музиката, но впоследствие прекъсва образованието си и заминава за Ню Йорк, за да започне актьорска кариера. В Америка Джейкъб се записва в Нюйоркската консерватория за драматични изкуства и след дипломирането си започва да търси работа в телевизията.

### Филмова кариера
Младият актьор получава първата си роля в комедийния филм на ужасите North Woods през 2016 година. Скоро след това той получава ролята на Нед Лийдс, най-добрия приятел на Питър Паркър, в Спайдър-Мен: Завръщане у дома. Филмът излиза през 2017 г. и става първата голяма роля на Баталон. Той играе същия персонаж и в още четири филма от Киновселената на Марвел: „Отмъстителите: Война без край“ (2018), „Отмъстителите: Краят“, „Спайдър-Мен: Далече от дома“, и двата от 2019 г., и Спайдър-Мен: Няма път към дома (2021).